# Chandausi
Chandausi è una suddivisione dell'India, classificata come municipal board, di 103.757 abitanti, situata nel distretto di Moradabad, nello stato federato dell'Uttar Pradesh. In base al numero di abitanti la città rientra nella classe I (da 100.000 persone in su).

## Geografia fisica
La città è situata a 28° 26' 60 N e 78° 46' 0 E e ha un'altitudine di 183 m s.l.m..

## Società

### Evoluzione demografica
Al censimento del 2001 la popolazione di Chandausi assommava a 103.757 persone, delle quali 55.167 maschi e 48.590 femmine. I bambini di età inferiore o uguale ai sei anni assommavano a 15.475, dei quali 8.177 maschi e 7.298 femmine. Infine, coloro che erano in grado di saper almeno leggere e scrivere erano 60.330, dei quali 34.462 maschi e 25.868 femmine.